# 존 트럼불
존 트럼불(John Trumbull, 1756년 6월 6일~1843년 11월 10일)은 미국의 독립 전쟁 시기의 화가로 역사 그림들로 유명하다. 그의 독립선언(1817)은 2달러 지폐의 뒷면 도안으로도 사용되었다.

## 어린 시절
트럼불은 1756년 코네티컷 레바논에서 태어났다. 아버지 조나단 트럼불은 1769년부터 1784년까지 주지사를 역임하였고, 어머니는 페이스 로빈슨 트럼불이었다. 그는 1771년 15세에 하버드 대학교 주니어 클래스에 입학하여 1773년에 졸업했다. 어릴 적 사고로 인해 한쪽 눈의 시력을 잃었으며, 이것이 그의 세밀한 화풍에 영향력을 끼쳤을 것이다.
미국 독립 전쟁에서는 군인으로, 트럼불은 보스톤에서 영국에 관한 일을 그리는 특이한 임무를 맡아 벙커힐 전투를 목격하게 된다. 그는 1776년 워싱턴 장군의 두 번째 개인 보좌관으로 임명되었다가, 호레이쇼 게이츠 장군의 부관으로 임명된다. 그는 1777년에 전역을 한다.
1780년 그는 런던을 여행하면서, 그곳에서 벤자민 웨스트의 휘하에서 공부를 하게 된다. 그의 제안으로 트럼불은 독립 전쟁과 미니어처 초상화의 작은 그림을 그렸으며, 그 작업에서 평생동안 250개의 작품을 만들었다.
1780년 9월 23일, 영국 비밀요원 존 앙드레 소령이 미국에서 사로잡혀, 1780년 10월 2일 스파이 혐의로 교수형에 처해진다. 그 소식은 유럽에 도착했고, 대륙군에서 유사한 직위를 가진 장교로서 트럼불은 7개월 동안 런던의 토트힐 필즈 브리지웰에 투옥되었다.
1784년 그는 다시 런던에서 웨스트 휘하에서 일을 하게 되었으며, 그의 스튜디오에서 벙커힐 전투와 퀘벡에서의 몽고메리 장군의 전사를 그렸다. 두 작품 모두 현재는 예일 대학교 아트 갤러리에 있다.
1785년에 트럼불은 파리로 가서, 그곳에서 그는 프랑스 장교들을 위해 콘월리스 경의 항복의 초상화 스케치를 그리게 된다. 토머스 제퍼슨의 도움으로 그는 애셔 브라운 뒤랑에 의해 조각된 잘 알려진 《독립 선언》 작품을 시작했다. 이 그림은 《버고인 장군의 항복》과, 《콘월리스 경의 항복》, 《사임하는 워싱턴》과 함께 미국 의회가 구매를 하였다. 현재는 모두 미국 의회 의사당 원형 건물에 걸려있다. 전하는 바에 의하면, 의회가 미국 독립 전쟁에 관한 4점의 그림에만 비용을 제대로 지불하였기 때문에, 트럼불의 그림 중 단지 4점만 걸려있다고 전한다. 이곳에 걸리지 못한 그림으로는 《벙커에서 워런 장군의 전사》, 《퀘벡에서 몽고메리 장군의 전사》, 《트렌턴 전투에서 헤시안 용병의 포획》, 《프린스턴 전투에서 머서 장군의 전사》는 걸리지 못했다. 보스턴 애시내움이 소유한 《1789년 트럼불의 지브롤터 요새 출격》은 현재 뉴욕 시의 메트로폴리탄 예술 박물관에 걸려있다. 파리에 있는 동안, 트럼불은 토머스 제퍼슨에게 이탈리아 화가 마리아 코스웨이를 소개했으며, 그녀는 평생동안 그와 절친한 친구가 되었다고 한다.

## 갤러리

### 역사적 사건

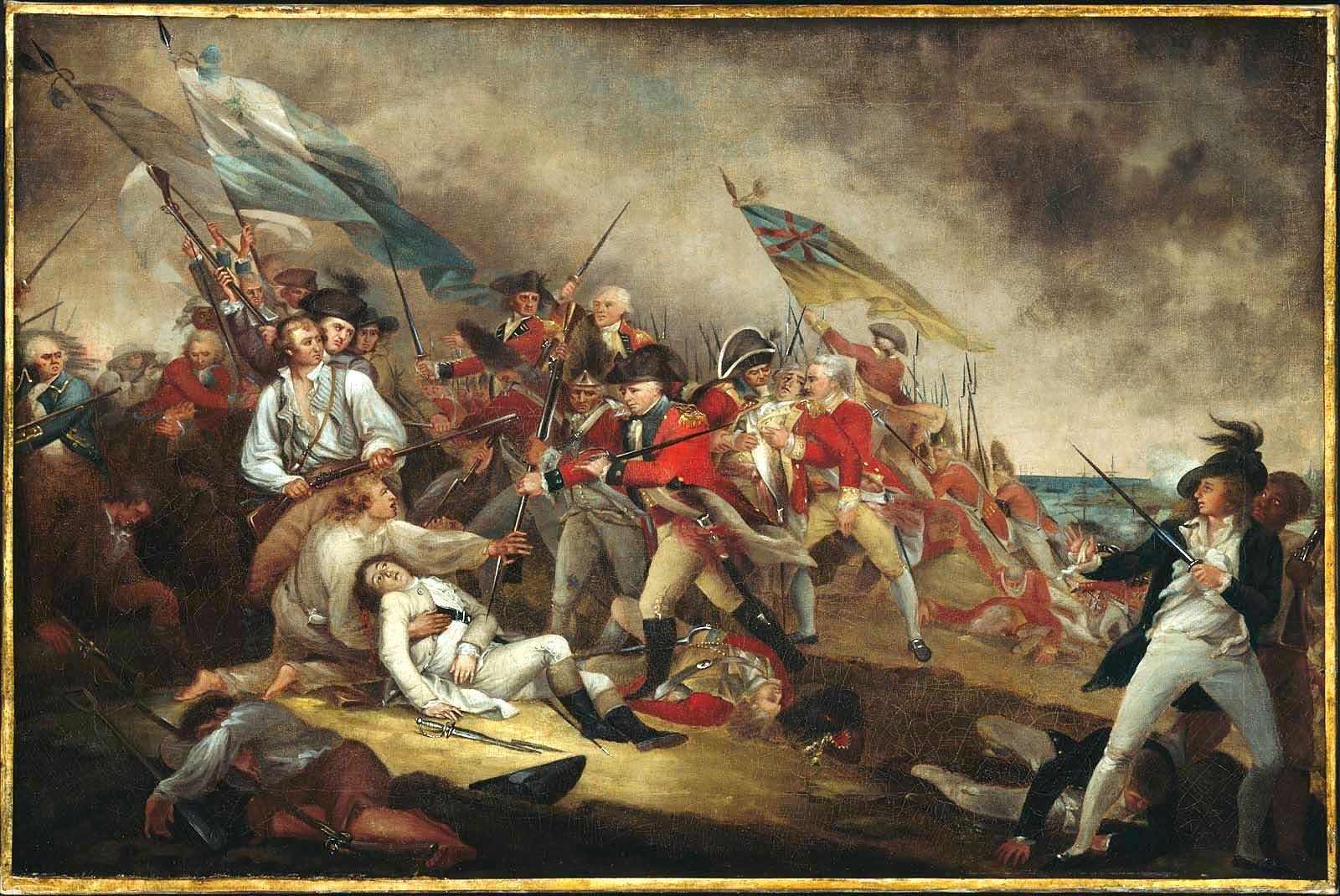
벙커힐 전투에서 워런 장군의 죽음 (1775년 사건, 1786년 그림)
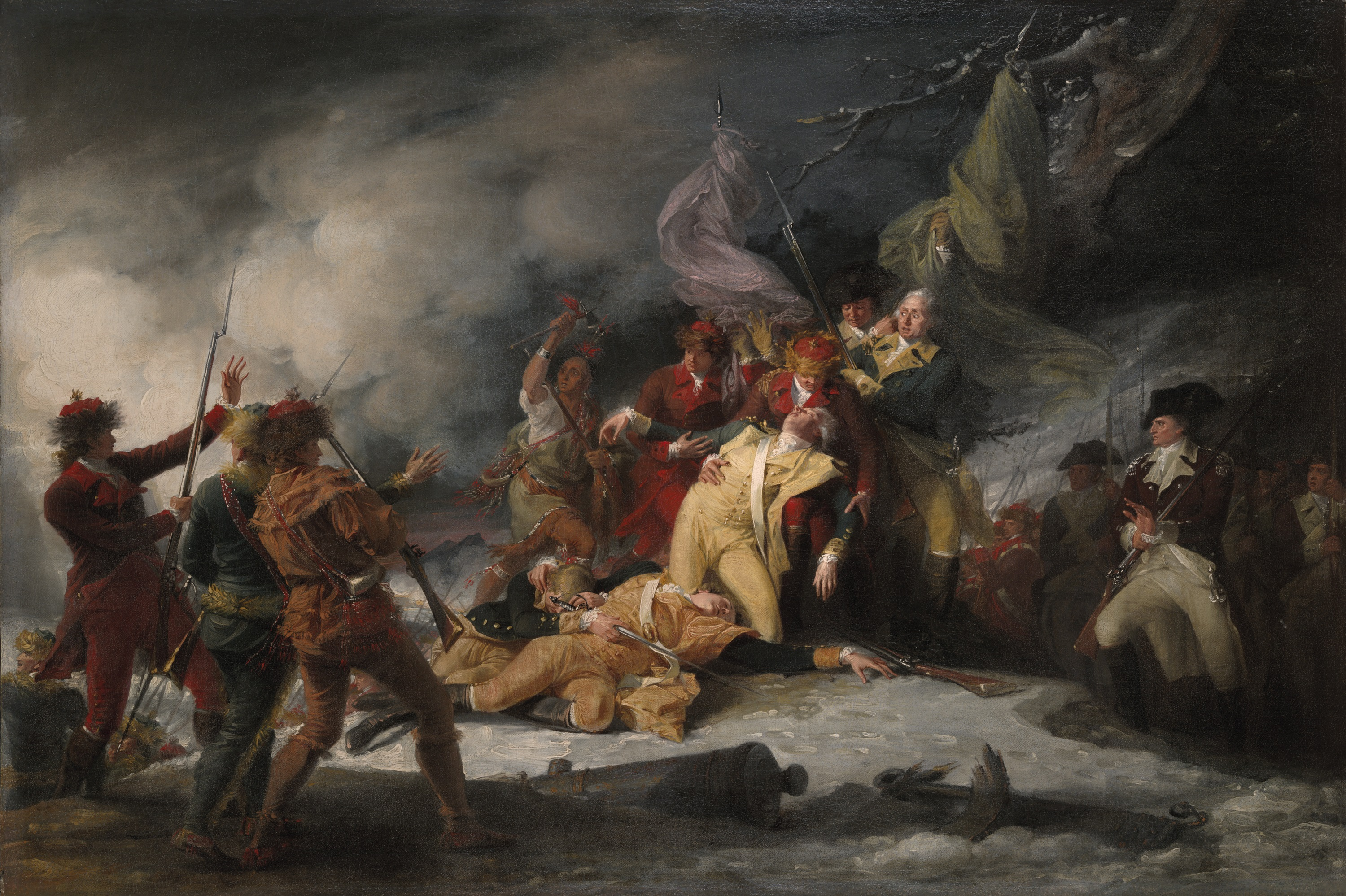
1775년 12월 31일 퀘벡 기습에서 몽고메리 장군의 죽음 (1786년작)
독립 선언 (1795)
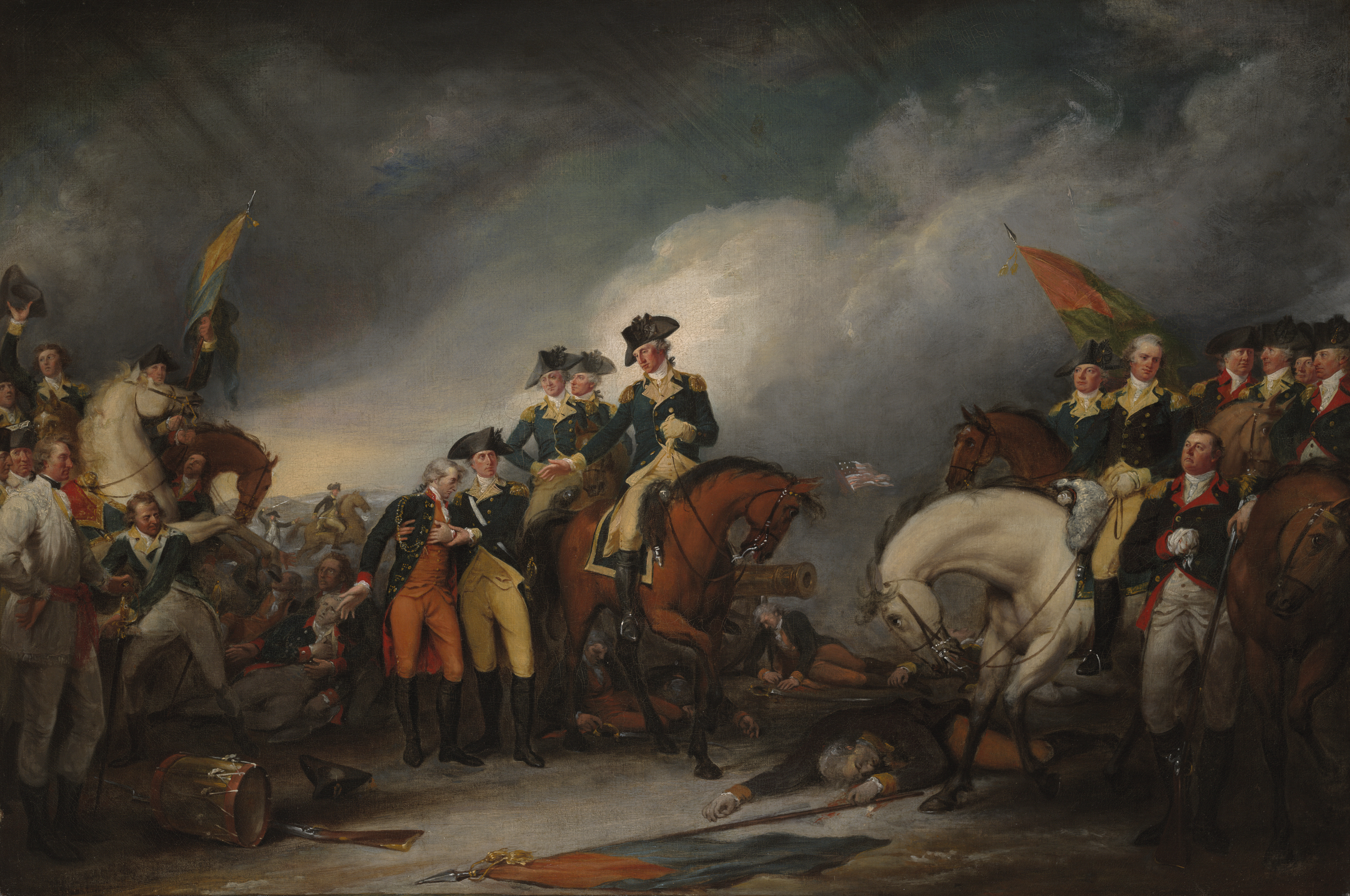
트렌턴 전투에서 헤시안 용병의 포획 .
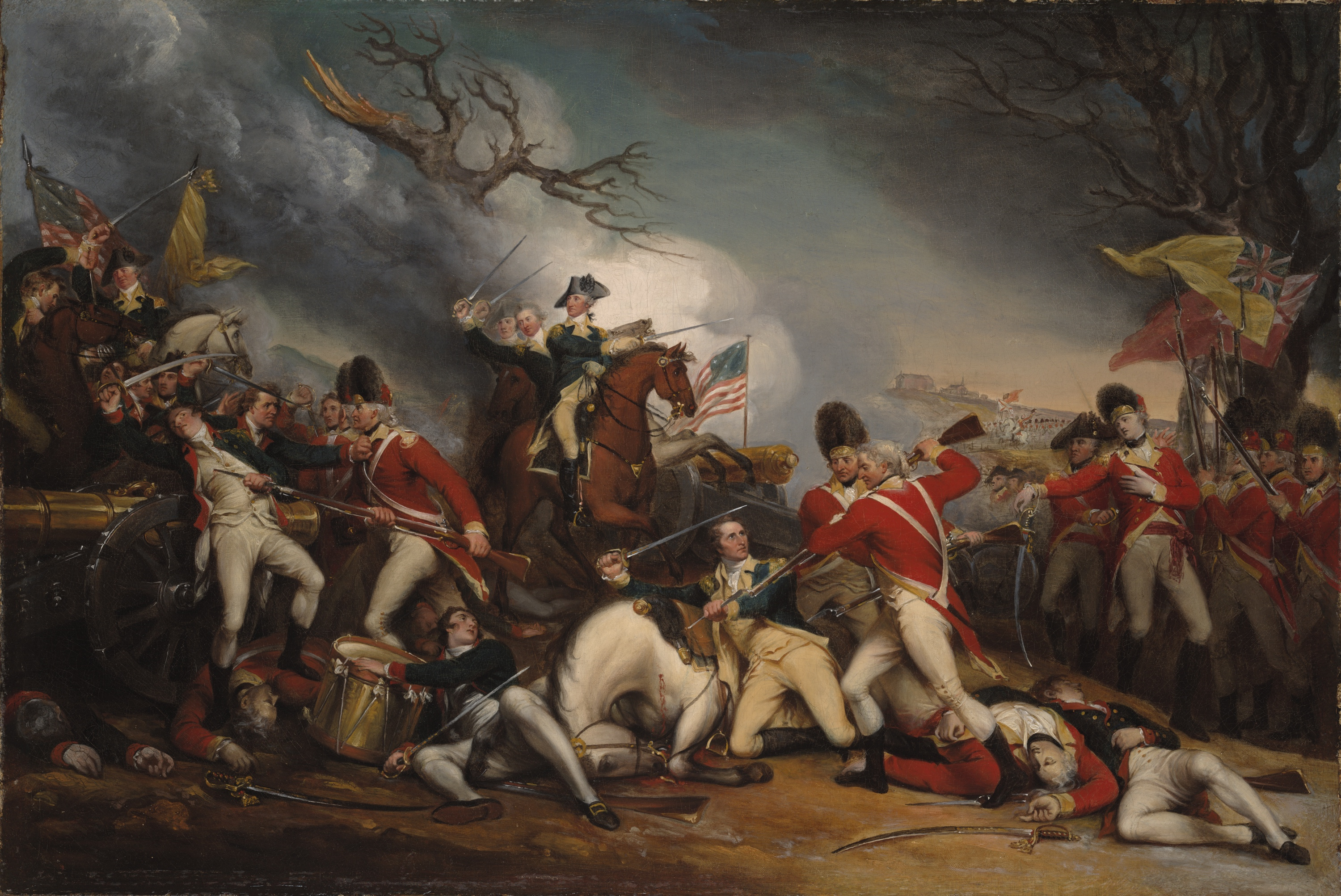
프린스턴 전투에서 머서 장군의 죽음 (1795년경)
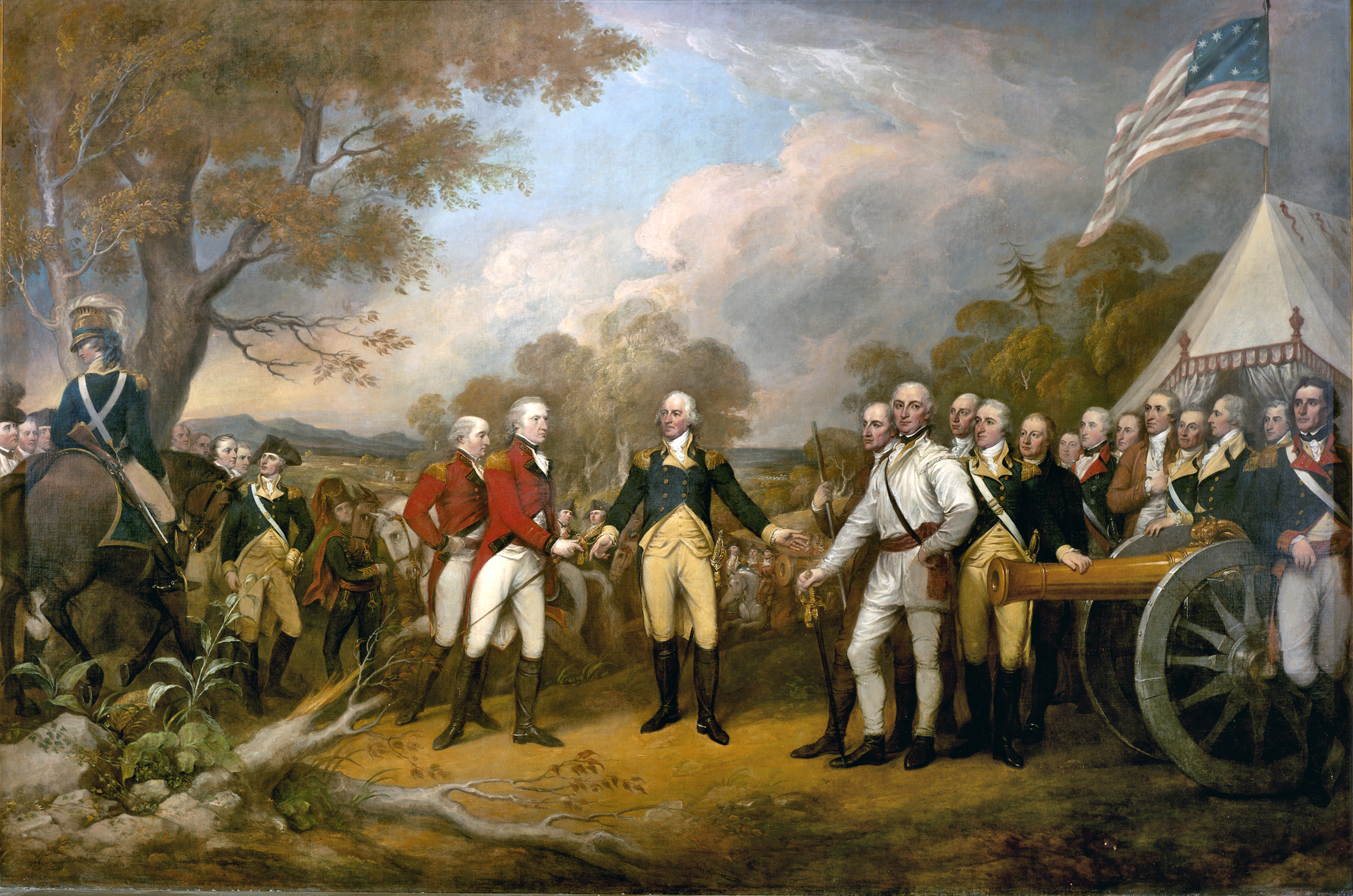
버고인 장군의 항복 (1777년 사건, 1821년작)
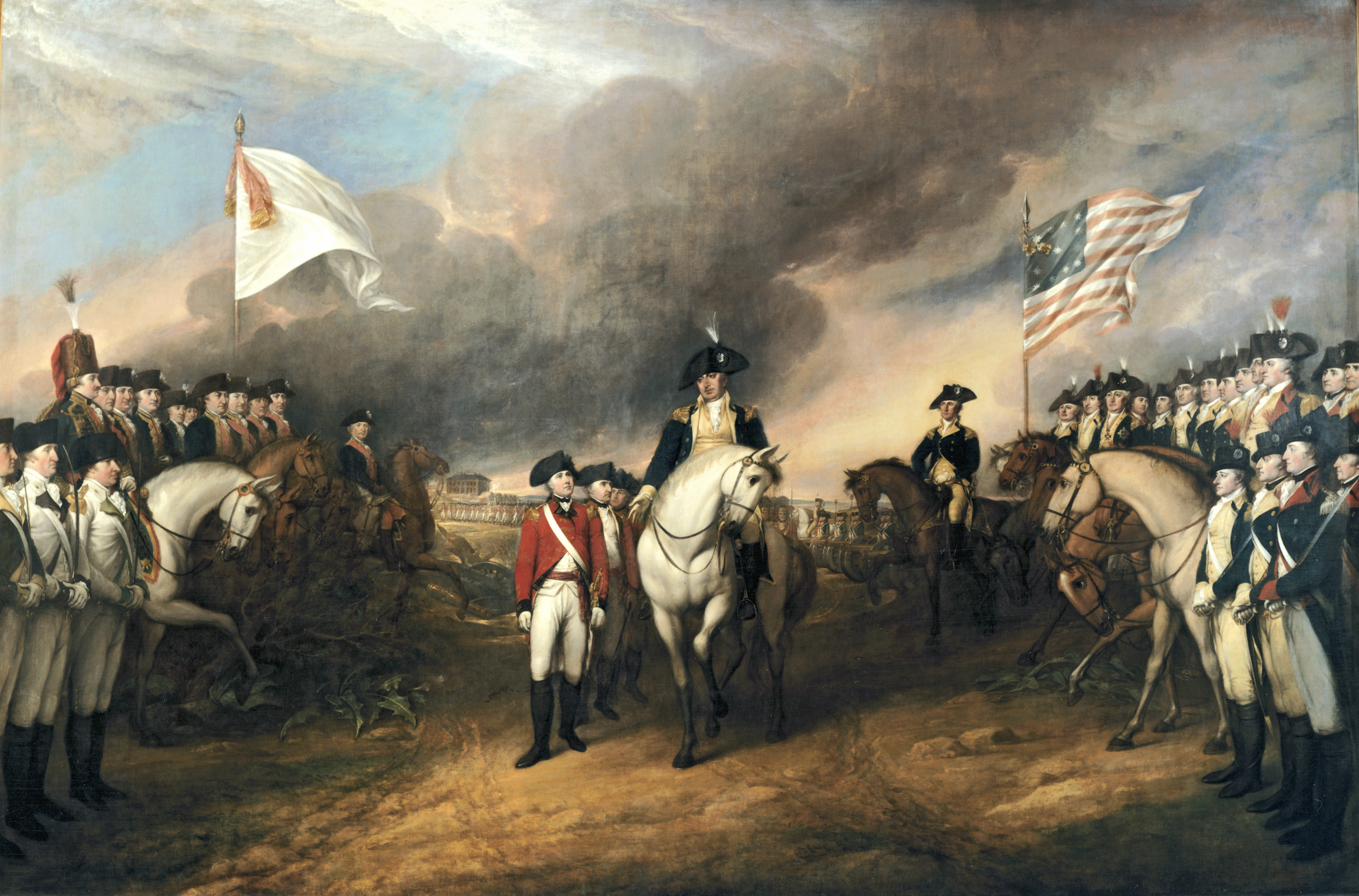
콘월리스 경의 항복 (1781년 사건, 1820년작)
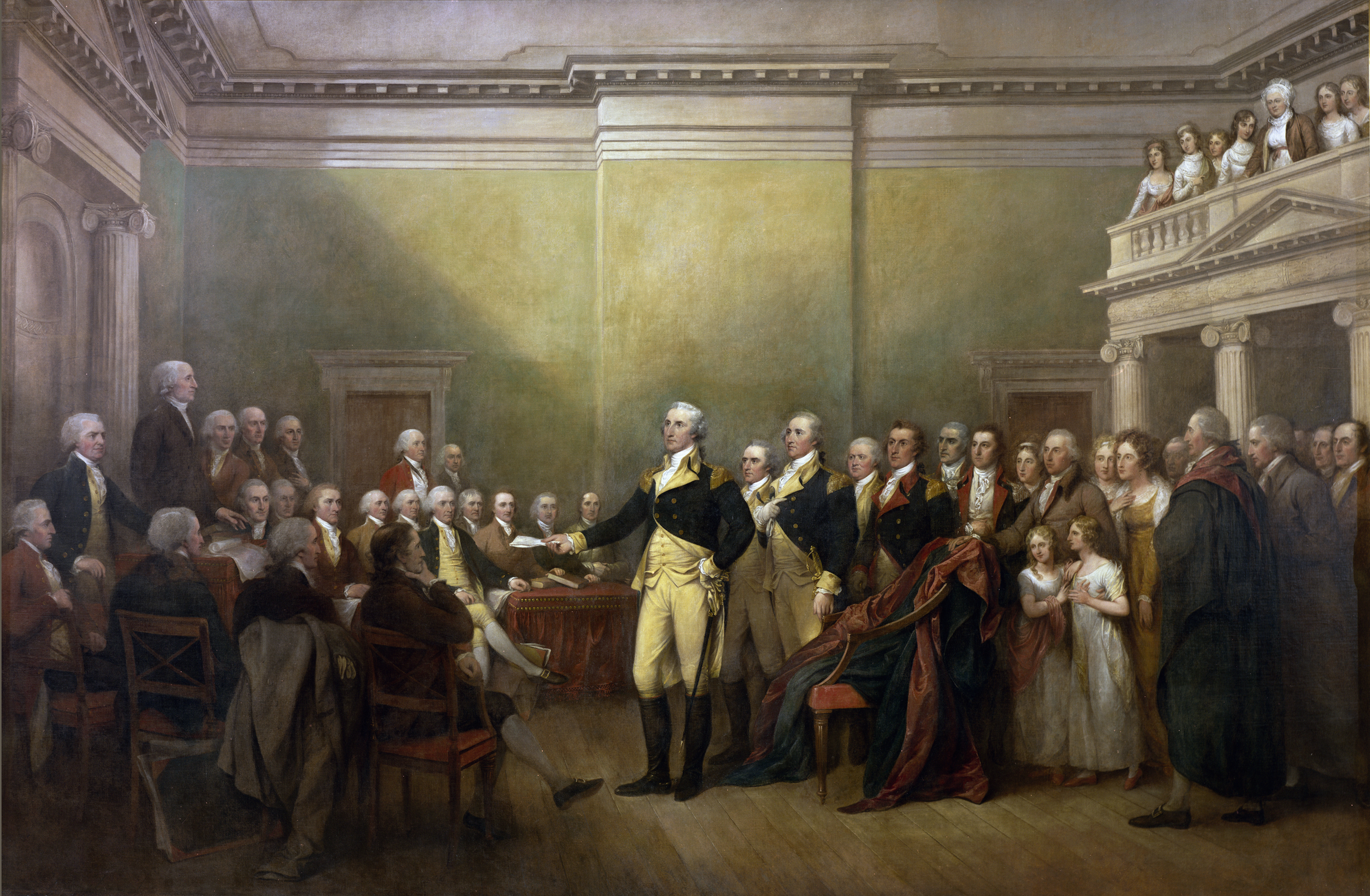
조지 워싱턴 장군의 위원회 사임
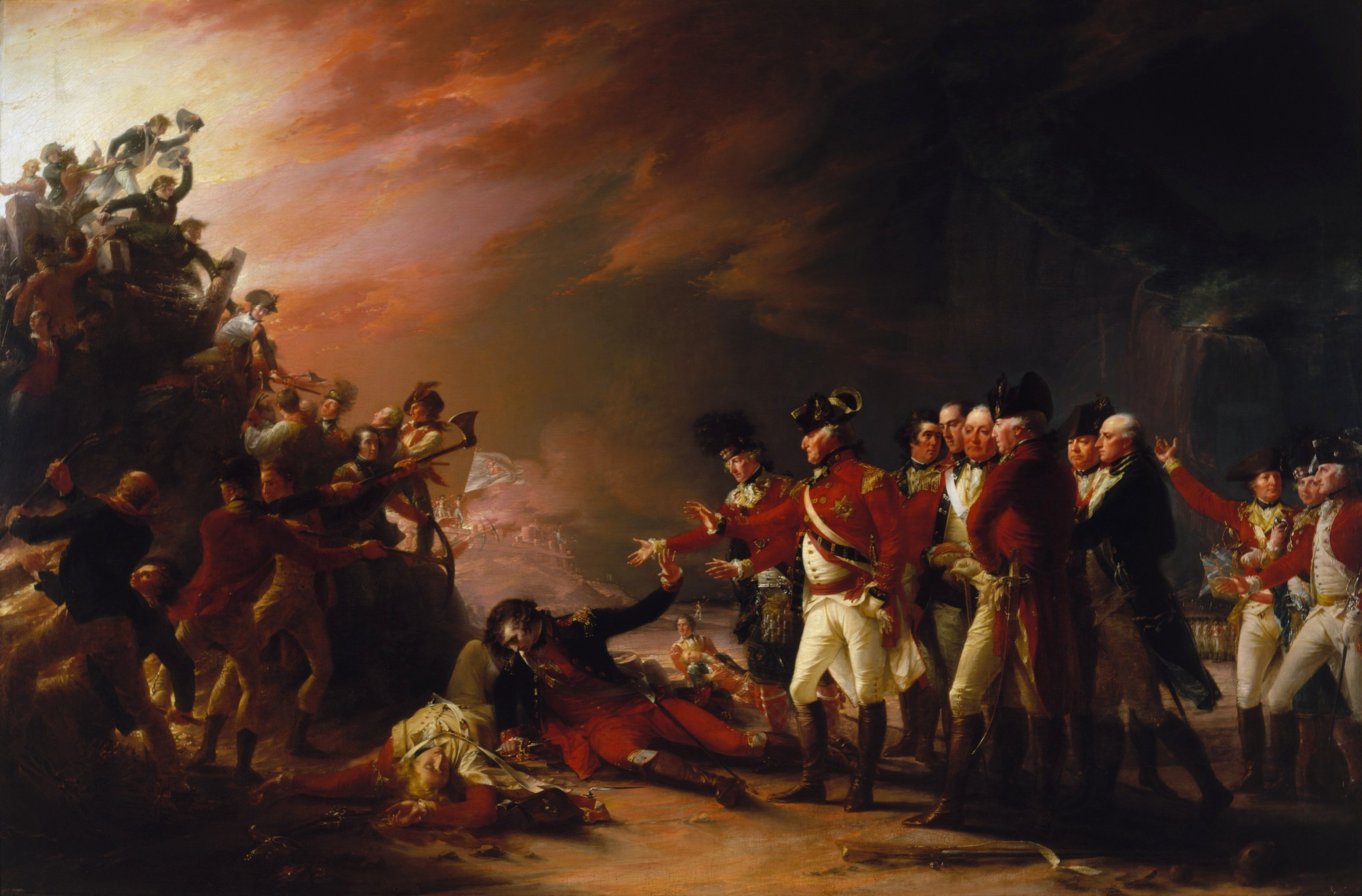
지브롤터 출동 (1789년작)

### 초상화

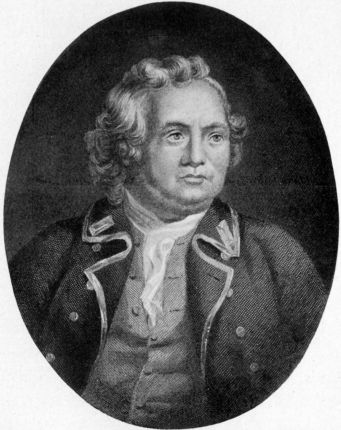
이즈라엘 퍼트넘
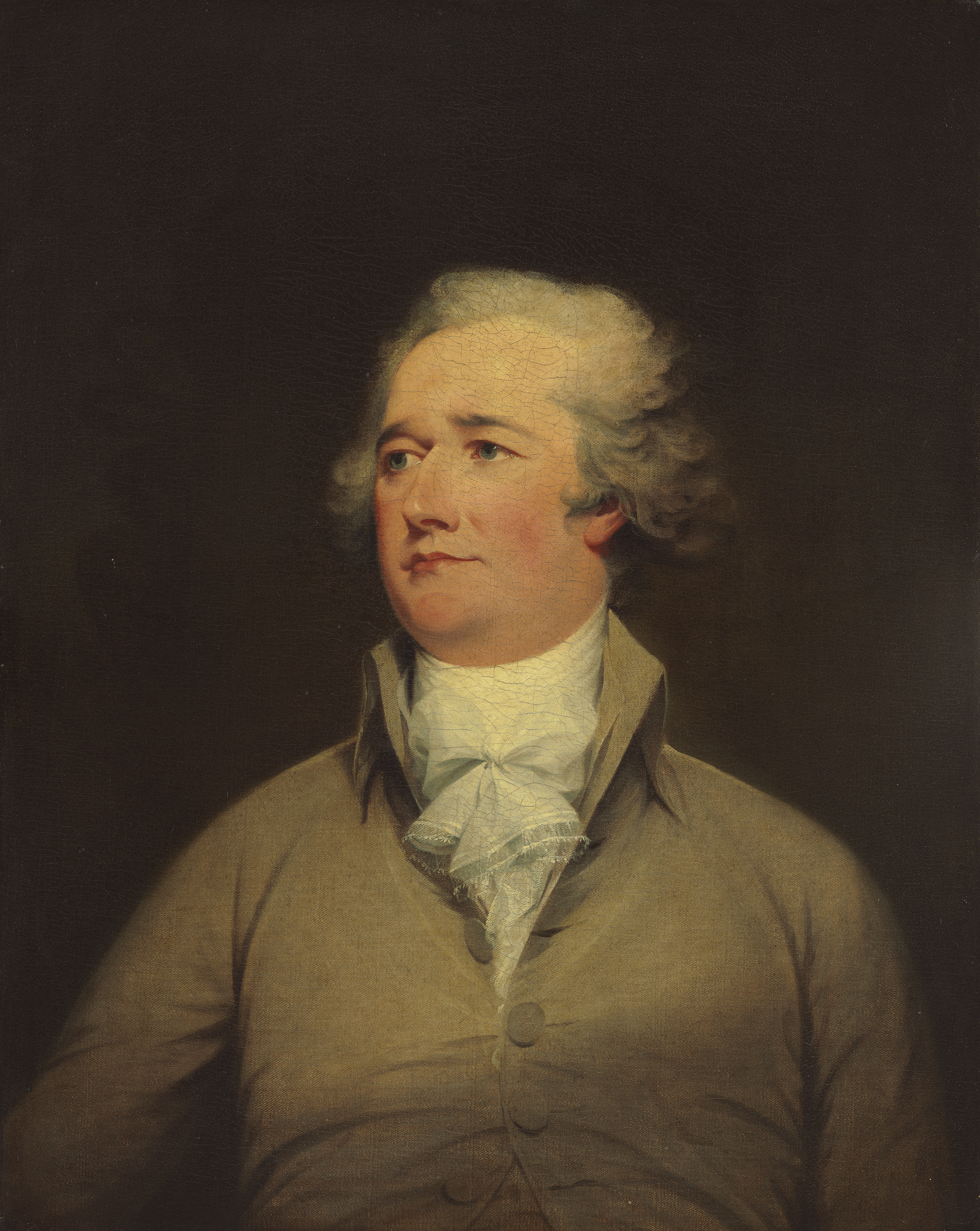
알렉산더 해밀턴 1792
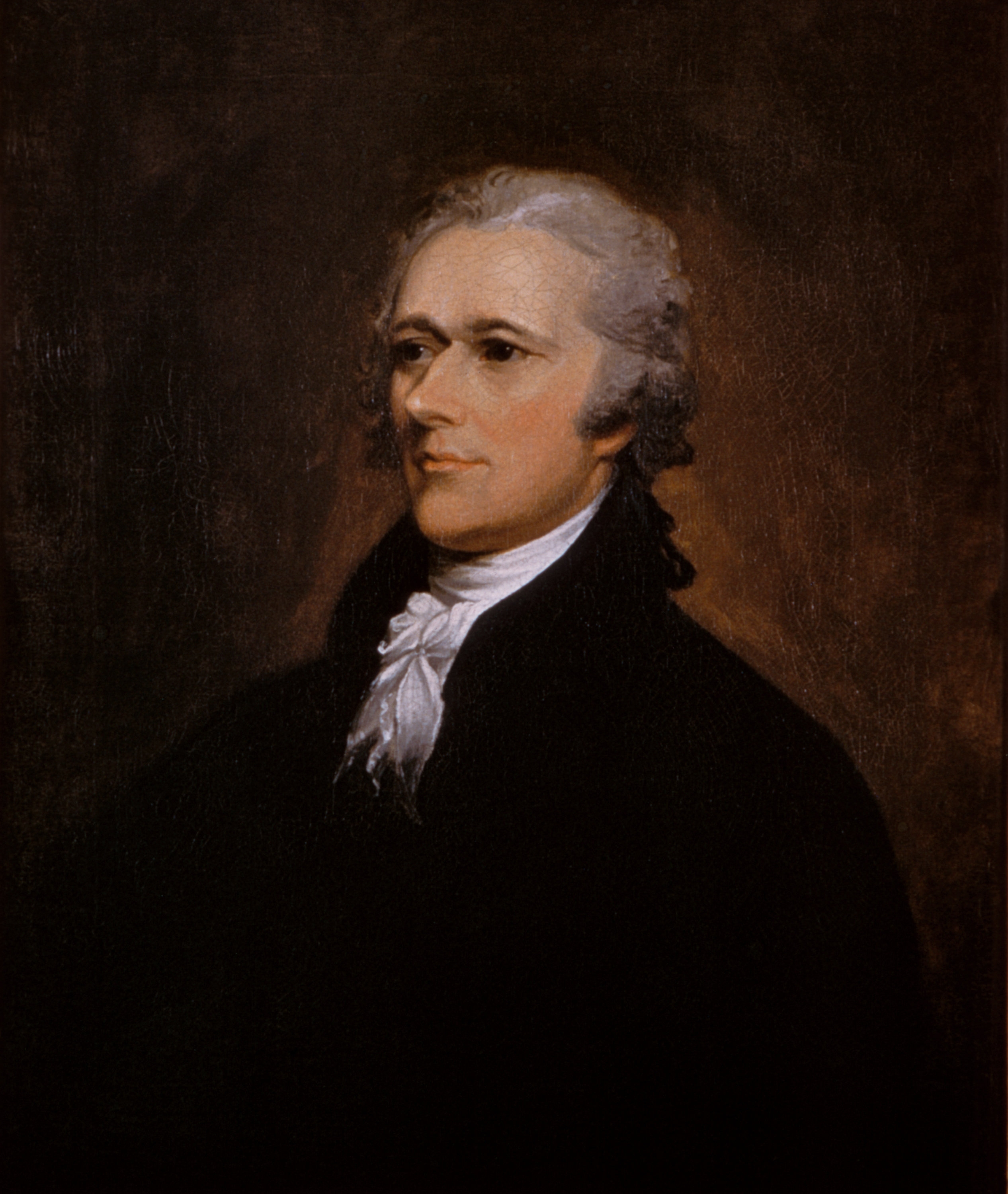
알렉산더 해밀턴 1806
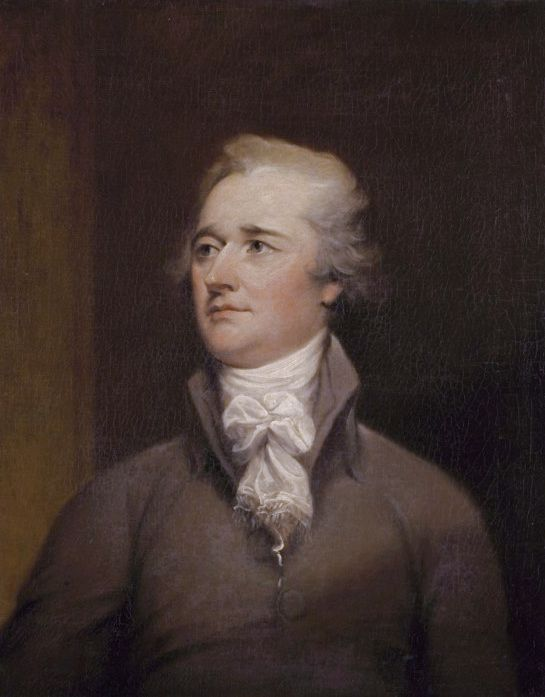
알렉산더 해밀턴, 1832
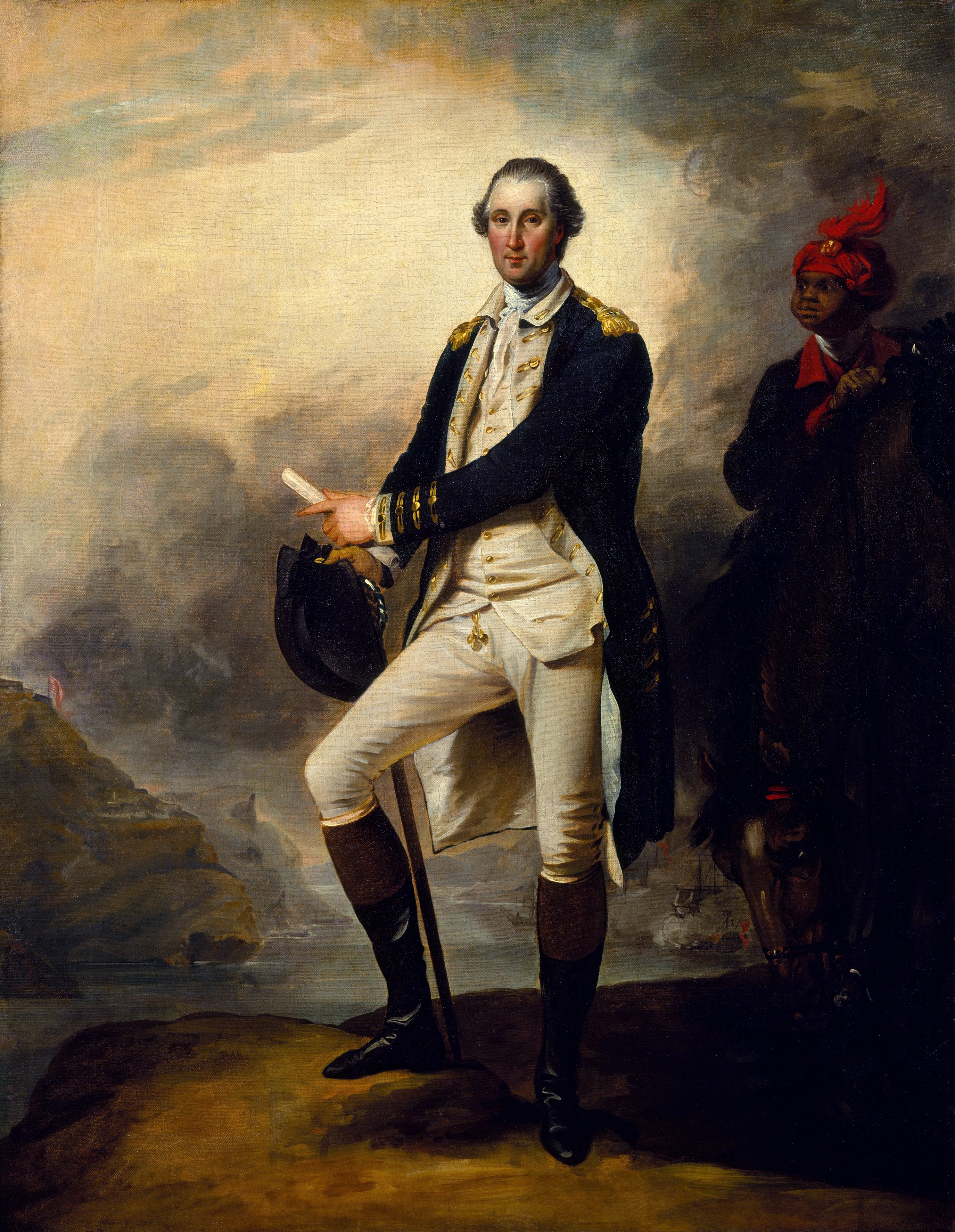
조지 워싱턴
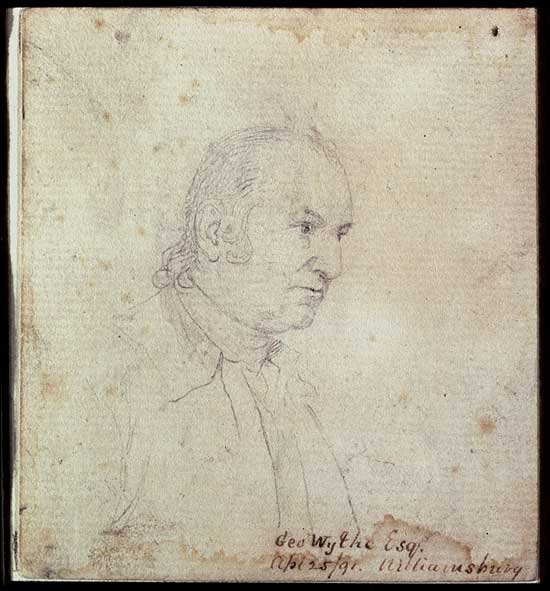
조지 위드
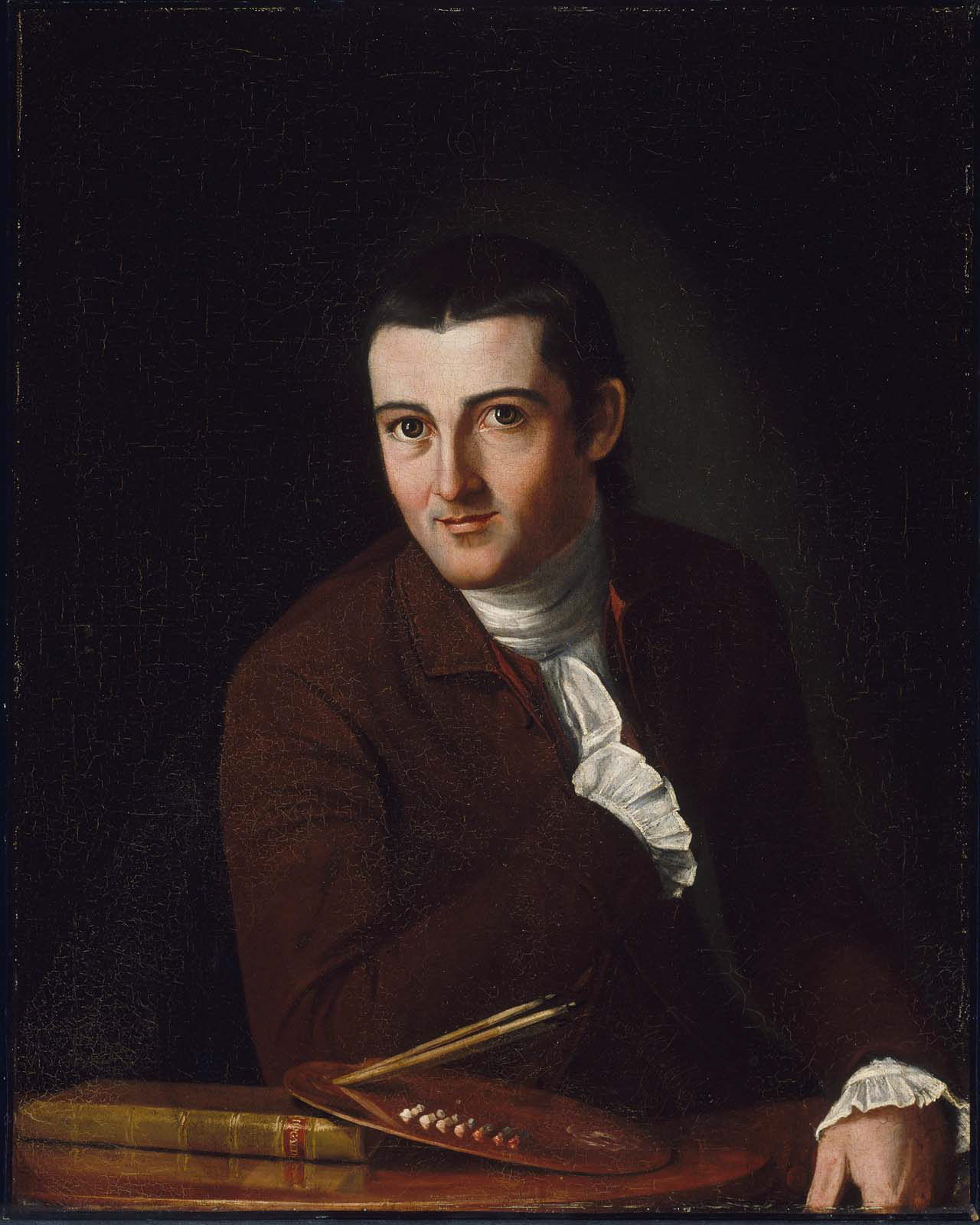
자화상 1777년
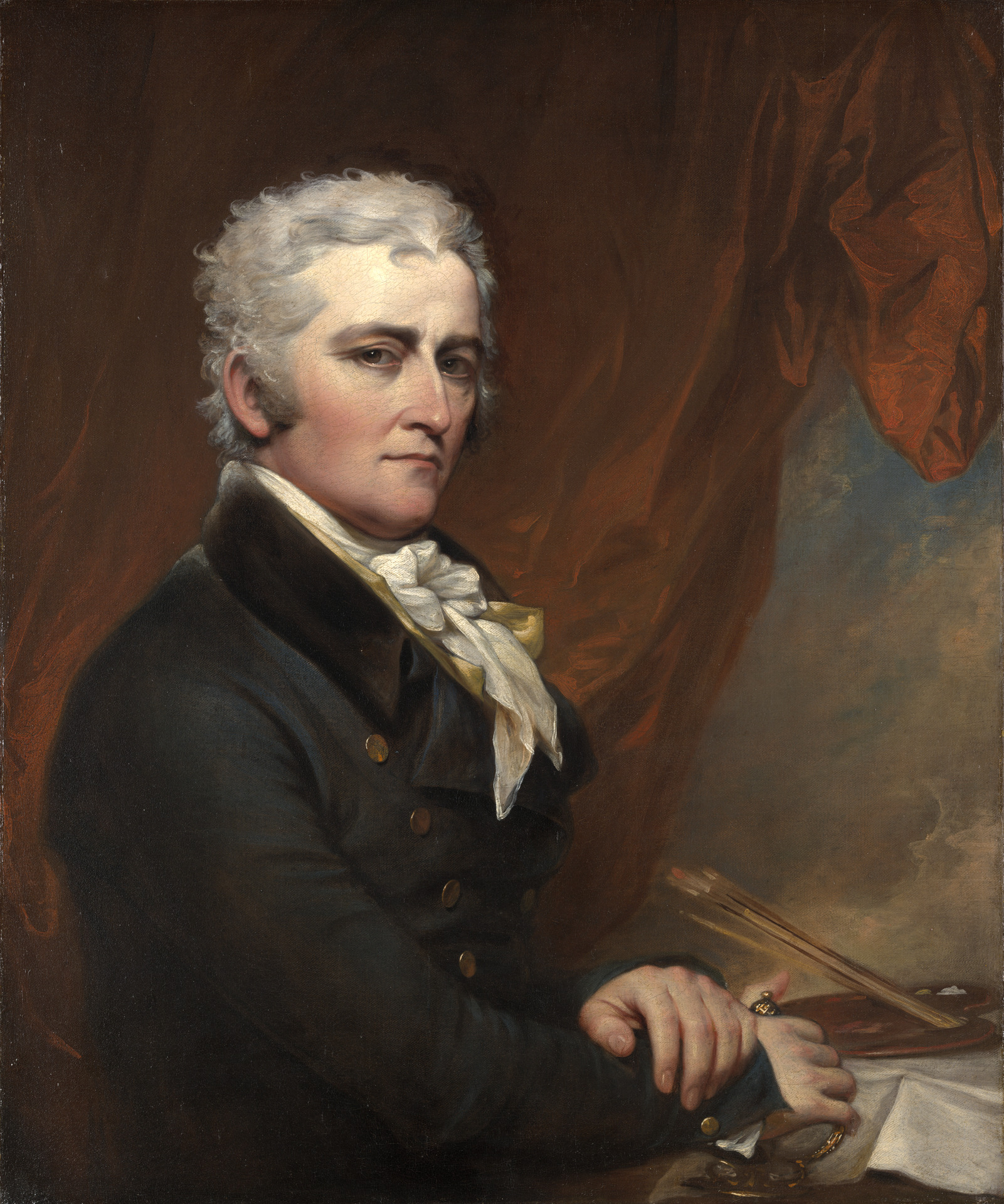
자화상, 1802년경